# André-Jacques Fougerat
Pour les articles homonymes, voir Fougerat.
 (août 2023).
Si vous disposez d'ouvrages ou d'articles de référence ou si vous connaissez des sites web de qualité traitant du thème abordé ici, merci de compléter l'article en donnant les références utiles à sa vérifiabilité et en les liant à la section « Notes et références ».
André-Jacques Fougerat, né à Barbezieux (aujourd'hui Barbezieux-Saint-Hilaire) le 23 février 1902 et mort à Rome le 30 octobre 1983, est un évêque catholique français, évêque de Grenoble de 1957 à 1969.

## Biographie
Il était vice-recteur de l’institut catholique de Paris (1948). Le 16 juillet 1956, il fut nommé évêque in partibus de Césarée-en-Maurétanie (de) et évêque coadjuteur d'Alexandre Caillot, à qui il succéda en janvier 1957.
Il fit ériger diverses paroisses en milieu urbain, et construisit deux centres œcuméniques : à Grenoble (Saint-Marc) et à Chamrousse. Connu pour sa science liturgique, les évêques de la province n’hésitaient pas à lui demander conseil. Mais il fut confronté aux premiers signes de contestation dans un diocèse où l'autorité était fortement remise en cause.
Sa timidité l'éloignait de la collégialité qui était un maître mot dans les années 1960. La contestation gagna même ses propres services.
Mis en minorité au sein du conseil épiscopal, en 1969, Rome le nomma évêque in partibus d’Alba (de), consulteur à la secrétairerie d’État et chanoine de Saint-Pierre de Rome. Il laissait à Grenoble « l’image d’un évêque de distinction et de bonté qui se dévouait de toute son âme à son devoir » (chanoine Praz)[réf. souhaitée]. Il s’installa à Rome où il occupa plusieurs postes à la Curie romaine : vice-président du Conseil supérieur général des œuvres pontificales missionnaires, et assesseur de l’ordre du Saint-Sépulcre.
Son blason épiscopal associait la salamandre couronnée des Valois d’Angoulême et de Cognac (dont il avait été curé), et le dauphin du Dauphiné. Il était membre de l'Académie delphinale.